# Ação policial
Em estudos de segurança e relações internacionais, uma ação policial é uma ação militar realizada sem uma declaração de guerra formal. No século XXI, o termo foi amplamente suplantado por "contrainsurgência". Desde a Segunda Guerra Mundial, declarações formais de guerra têm sido raras, especialmente ações militares conduzidas pelo norte global durante a Guerra Fria. Em vez disso, as nações envolvidas em conflitos militares (especialmente as grandes potências) às vezes descrevem o conflito como uma guerra travada sob os auspícios de uma "ação policial" para mostrar que se trata de uma operação militar limitada, diferente de uma guerra total.
O uso mais antigo da expressão remonta a 1883, descrevendo tentativas das forças holandesas e britânicas de libertar a tripulação de 28 homens do SS Nisero, que foram mantidos reféns em Sumatra. O termo holandês politionele acties (ações policiais) foi usado para isso. O Merriam-Webster's Collegiate Dictionary: Eleventh Edition descreveu em sua edição de 1933 como uma ação militar localizada empreendida sem declaração formal de guerra por forças armadas regulares contra pessoas (como guerrilheiros ou agressores) consideradas violadoras da paz e da ordem internacionais. Também foi usada para implicar uma reivindicação formal de soberania por potências coloniais, como nas ações militares dos Países Baixos, do Reino Unido e potências ocidentais durante conflitos como a Revolução Nacional Indonésia e a Emergência Malaia.

## Exemplos
As diversas Guerras das Bananas, de 21 de abril de 1898 a 1 de agosto de 1934, foram chamadas de ações policiais pelo governo estadunidense.
As duas principais ofensivas militares holandesas, de julho de 1947 e dezembro de 1948, durante a Revolução Nacional Indonésia, foram referidas pelo governo holandês como a primeira e a segunda politionele acties.
A ação militar da Índia de 1948 contra o Estado de Hyderabad, codinome Operação Polo, foi chamada de ação policial pelo governo.
Nos primeiros dias da Guerra da Coreia, o presidente Harry S. Truman referiu-se à resposta dos Estados Unidos à invasão norte-coreana da Coreia do Sul como uma "ação policial" sob a égide das Nações Unidas. Durante uma coletiva de imprensa em junho de 1950, ele observou explicitamente que o "Conselho de Segurança das Nações Unidas realizou uma reunião, discutiu a situação e pediu aos membros que fossem em socorro da República da Coreia" com o objetivo de "reprimir uma incursão de bandidos" em curso. Um artigo retrospectivo sobre os combates publicado pela rede noticiosa canadense Ottawa Citizen em 2023 afirmou que "[o] conflito deixou 515 canadenses mortos — mas por anos nem sequer foi chamado de guerra" devido à terminologia de "ser referido como 'ação policial'". O escritor Tom MacGregor observou que mesmo quando os "marinheiros, soldados e pessoal da aviação voltaram para casa... não houve desfiles ou reconhecimento oficial pela guerra que lutaram", embora posteriormente a "Guerra da Coreia tenha sido adicionada ao Memorial Nacional de Guerra em Ottawa" de forma que, depois de 1982, "seus veteranos podem ficar ao lado de todos os outros veteranos que serviram".
Logo após a secessão de Biafra em 1967, que ocorreu durante um período de turbulência política caótica, o governo militar nigeriano lançou uma "ação policial" para retomar o território secessionista, e a crescente violência se transformou na Guerra Civil Nigeriana. Durante um evento em memória a Biafra em maio de 2017, o líder do Ohanaeze Ndigbo, John Nnia Nwodo, declarou que "a Nigéria enfrentou a desintegração com a declaração da República de Biafra" e lamentou como o "início de uma ação policial que se transformou em uma guerra civil de três anos" causou "sacrifício – em sangue, sofrimento e labuta".
A Guerra do Vietnã e a Guerra de Kargil foram guerras não declaradas e, portanto, às vezes são descritas como ações policiais.
As Nações Unidas aprovaram uma ação policial durante a intervenção militar na Líbia em 2011 para proteger civis. Desde os ataques de 11 de setembro, Estados têm perseguido militarmente indivíduos que consideram terroristas dentro das fronteiras de outros Estados, em uma forma de ação policial que não está claramente definida no direito internacional.
As chamadas "forças de segurança indonésias" utilizam ações policiais contra revoltas dos papuas na província mais oriental. A polícia indonésia foi autorizada a liderar a operação de contrainsurgência contra o Movimento Papua Livre. No entanto, as deficiências da polícia indonésia no combate ao movimento exigem que a polícia mantenha uma forte parceria com os militares indonésios.

## Nota
- Este artigo foi inicialmente traduzido, total ou parcialmente, do artigo da Wikipédia em inglês cujo título é «Police action».